# Elaeochlorini
Tribu
Les Elaeochlorini sont une tribu d'insectes orthoptères de la famille des Romaleidae.

## Distribution
Les espèces de cette tribu se rencontrent en Amérique du Sud et en Amérique centrale.

## Liste des genres
Selon Orthoptera Species File (16 juillet 2018) :
- Agriacris Walker, 1870
- Brasilacris Rehn, 1940
- Cibotopteryx Rehn, 1905
- Staleochlora Roberts & Carbonell, 1992

## Publication originale
- Rehn & Grant, 1959 : A review of the Romaleinae (Orthoptera: Acrididae) found in America north of Mexico. Proceedings of the Academy of Natural Sciences of Philadelphia, vol. 111, p. 109-271.